# Аквариус (компания)
«Аквариус» — российская компания, производитель ИТ-оборудования. Основана в 1989 году. Имеет собственный завод по выпуску компьютерной техники (серверов и СХД).

## История
Компания основана в 1989 году в форме совместного предприятия с западногерманскими и тайваньскими партнерами под названием «Микрокомпьютерсистемы», которое вскоре сменила на «Аквариус Системз Интеграл» (Aquarius System Integral, ASI).
В 1990 году в г. Шуя Ивановской области компания построила первый в СССР негосударственный завод по производству IBM-совместимых ПК, первые компьютеры выпускались под торговой маркой ASI. Уже осенью 1990 года первая партия продукции была поставлена в аппарат Верховного Совета СССР.
В 1992 году «Аквариус» становится на 100% российским предприятием.
В 1997 году создана специализированная научно-техническая лаборатория для разработки новых моделей.
В 1998 году подписан договор на дистрибуцию техники AQUARIUS с компанией OCS.
В 1999 году мощность Шуйского завода составляла 120 тыс. ПК в год. Компания запустила производство серверов.
В 2000 году подписаны два новых дистрибюторских соглашения — с российскими компаниями Verysell и «Ландата».
В 2001 году на базе НИИ «Восход» запускается в эксплуатацию вторая производственная площадка. Торговая марка AQUARIUS получила национальную награду в области маркетинга и рекламы «Бренд года/Effie 2001».
В 2003 году «Аквариус» начала активно развивать направление по разработке и производству техники, отвечающей требованиям по информационной безопасности, первым из российских производителей получив сертификат Гостехкомиссии на деятельность по разработке и производству средств защиты конфиденциальной информации.
В том же году «Аквариус» вместе с компаниями OCS, «Ландата», «АНД Проджект» образует «Национальную компьютерную корпорацию».
В 2004 году выпущен первый ноутбук под маркой Aquarius.
В 2004 году компании «Аквариус Консалтинг» и «Аквариус Дата» организовали компанию «Систематика».
В 2005 году компания приступила к выпуску линейки СХД под маркой Aquarius.
В 2006 году компания начинает разработку и выпуск специализированных комплексных ИТ-решений для различных отраслей. Первыми стали решение для терминального доступа и мобильный класс AquaCart -тележка-трансформер с ноутбуками в комплекте.
В 2009 году состоялся запуск новых продуктов: AquaCallCenter —комплексного решения для организации корпоративных центров обслуживания вызовов, и инфокиосков AquaTerminal.
В 2009 году новым направлением деятельности шуйского завода «Аквариус» стало производство узлов современной электронной аппаратуры методом поверхностного монтажа (технология SMD).
В июне 2014 производственные мощности Шуйского завода увеличиваются до 400 тыс. устройств в год, благодаря открытию нового цеха.
В 2014 «Аквариус» представила десятидюймовый планшет на ОС Windows для использования в составе комплексных решений.
В 2015 году новое соглашение с VMware для продажи готовых систем виртуализации на базе серверов Aquarius.
В 2020 году на шуйском заводе запущено производство крупной партии планшетных компьютеров, всего оба завода (также на заводе «Ителма» в Москве) сделают в сумме 360 тысяч устройств. Планшет работает на операционной системе «Аврора».
В мае 2022 «Аквариус» приобрел завод Jabil в Тверской области, который незадолго до этого был закрыт (переговоры по покупке завода шли ещё осенью 2021). «Аквариус» забрал к себе несколько десятков российских сотрудников с этого завода, в планах «Аквариуса» масштабировать производство до 1,5 тыс. рабочих мест.
На 2024 год «Аквариус» был третьим крупнейшим поставщиком ноутбуков для образовательных учреждений с долей в 13,96% в количественном и 12,34% в денежном выражении (данные CNews Analytics).

## Санкции
В 2022 году компания была включена в санкционные списки США, на фоне вторжения России на Украину, так как «занимается разработкой защищенных смартфонов для российских военных и разведчиков». 23 февраля 2023 года компания попала под санкции Канады.